# Thành Trực
Thành Trực là một xã thuộc huyện Thạch Thành, tỉnh Thanh Hóa, Việt Nam.
Xã Thành Trực có diện tích 15,58 km², dân số năm 1999 là 5755 người, mật độ dân số đạt 369 người/km². Dân cư chủ yếu là làm nông nghiệp và trồng rừng. Cây chủ lực của xã là cây mía và cao su, ngoài da còn có cây ăn quả. Sản xuất còn nhỏ lẻ, thường bị thiên tai lũ lụt.